# Karshi Womens 2 2011
Il Karshi Womens 2 2011 è stato un torneo di tennis facente parte della categoria ITF Women's Circuit nell'ambito dell'ITF Women's Circuit 2011. Il torneo si è giocato a Karshi in Uzbekistan 25 aprile al 1º maggio 2011 su campi in cemento e aveva un montepremi di $25,000.

## Vincitori

### Singolare
Isabella Holland ha battuto in finale  Tetjana Arefyeva con il punteggio di 7–5, 6–4

### Doppio
Tetjana Arefyeva /  Evgenija Paškova hanno battuto in finale  Naomi Broady /  Isabella Holland con il punteggio di 6(1)–7, 7–5, [10–7]